# Strada doganale dall'aeroporto a Basilea
La strada doganale dall'aeroporto a Basilea (in francese route douanière de l'aéroport à Bâle, in tedesco Flughafenstrasse), è una strada che collega Basilea (Svizzera) all'aeroporto di Basilea-Mulhouse-Friburgo. Situata in territorio francese, è collegata solo al sistema viario svizzero come prevede il trattato tra i due Stati del 1949.

## Storia

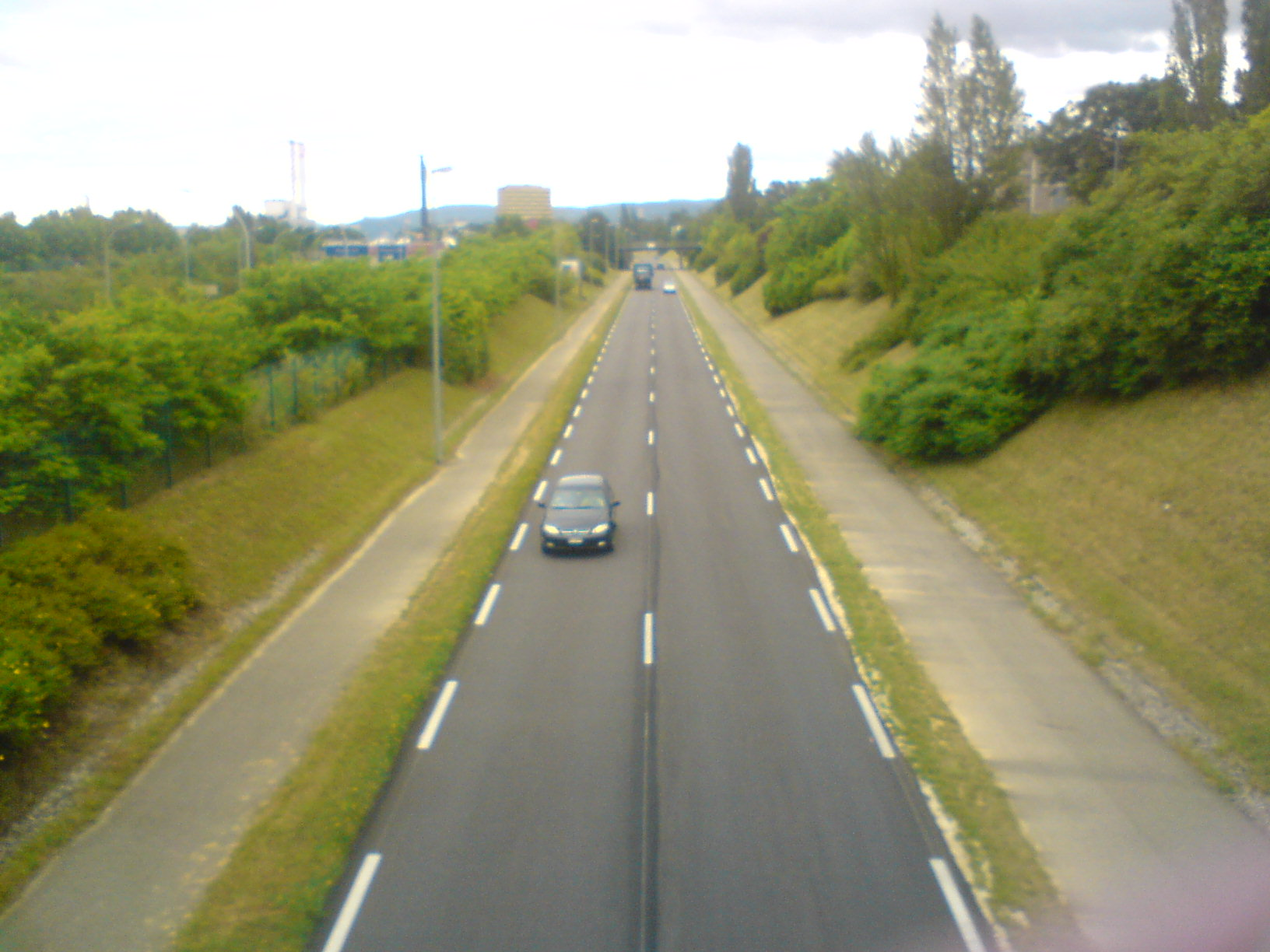
La Strada doganale dall'aeroporto a Basilea.

Lo statuto della strada doganale è stato stabilito dalla “Convenzione franco-svizzera relativa alla costruzione e all'esercizio dell'aeroporto di Basilea-Mulhouse, a Blotzheim” conclusa nel 1949. La strada è stata inaugurata nel 1953.

## Statuto
L'aeroporto e la strada sono separati da una recinzione dal resto del territorio doganale francese. La strada fa parte del settore aeroportuale affidato alla Svizzera. Le autorità francesi e svizzere forniscono congiuntamente il controllo di polizia su questa strada. Non ci sono controlli di polizia o doganali alla frontiera franco-svizzera sulla strada che dà accesso all'aeroporto (Flughafenstrasse - Strada principale 12) che termina a Vevey nel Canton Vaud. Tuttavia, i due governi si riservano il diritto di esercitare il controllo se circostanze particolari lo giustificano.